# Malév
MALÉV Hungarian Airlines (maďarsky: Magyar Légiközlekedési Vállalat, česky: Maďarské aerolinie MALÉV) byla maďarská národní letecká společnost, sídlící na mezinárodním letišti Ferihegy v Budapešti. Společnost provozovala pravidelné i charterové linky do bezmála 50 světových metropolí. Ještě do roku 2001 používala stroje typu Tupolev, její flotila byla poté tvořena zejména letadly typu Boeing 737. Společnost byla součástí aliance Oneworld.

## Historie

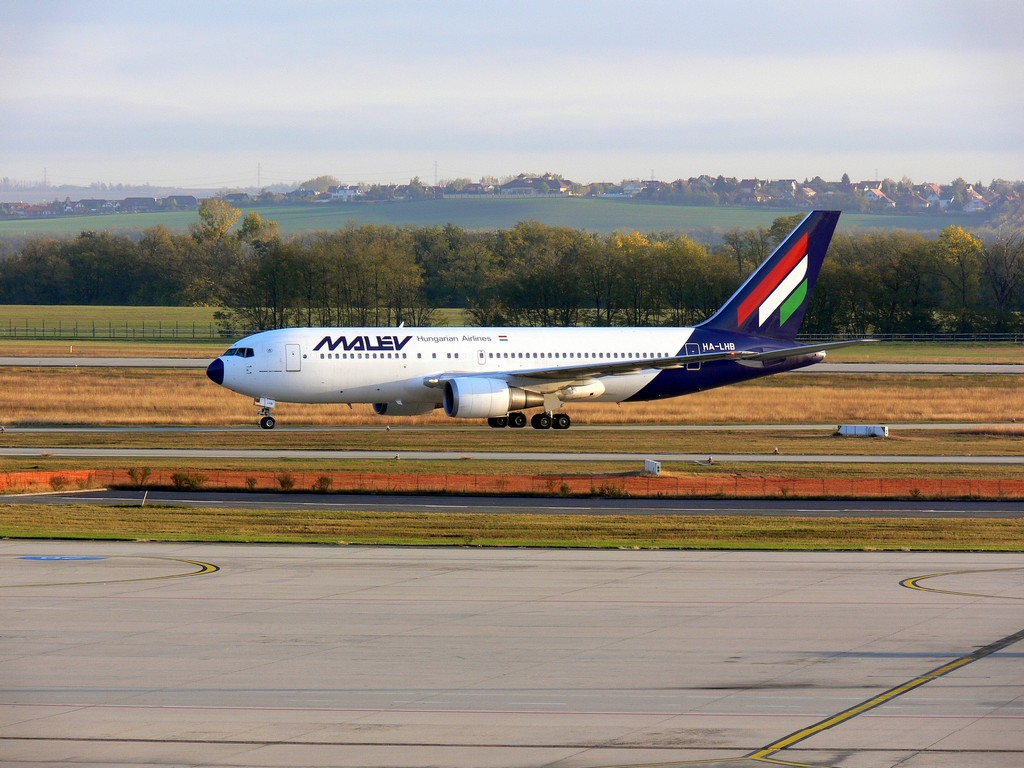
Boeing 767 v Budapešti

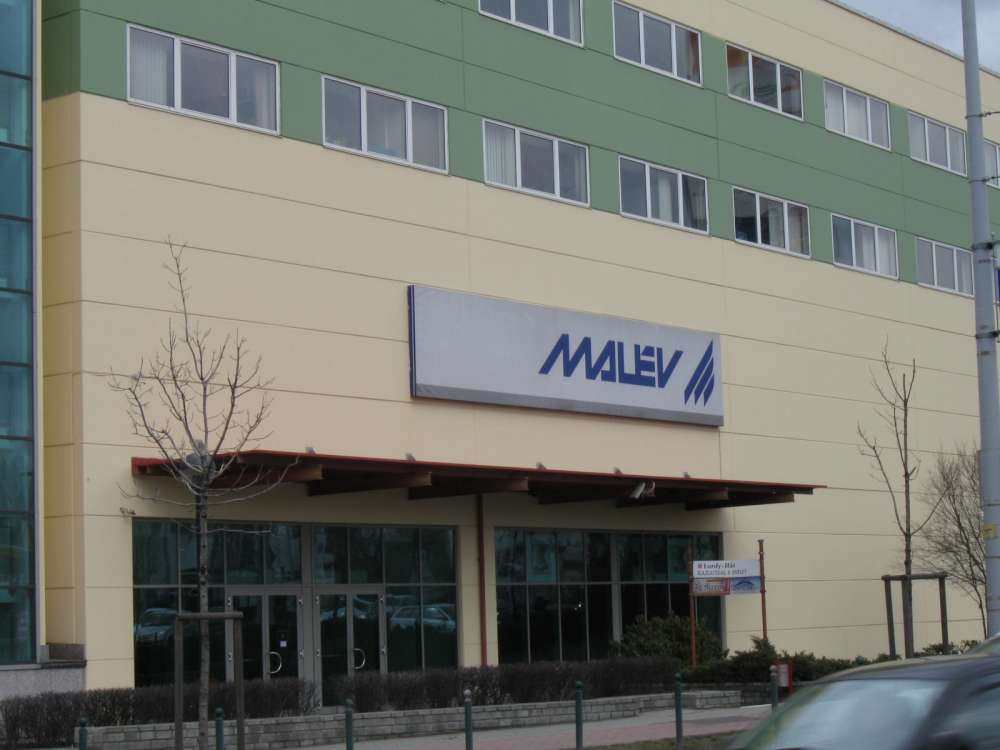
Malév head office

Společnost byla založena 29. března 1946 jako Maszovlet (Maďarsko sovětská společnost pro civilní dopravu). Letová flotila se skládala ze dvou letounů Lisunov Li-2, pěti Polikarpov Po-2 a svou činnost zahájila 15. října 1946.
V roce 1947 uskutečnil Maszovlet svůj první charterový let do Prahy. Otevření budapešťského mezinárodního letiště 7. května 1950 zapříčinilo snadnější růst společnosti. 26. listopadu 1956 byla společnost přejmenována na Malév. V tomto roce měla společnost flotilu 15 letadel pro 18 vnitrostátních i mezinárodních destinací. Po znárodnění společnosti prošla společnost modernizací flotily a stávající letouny nahradily modely Iljušin Il-14. V roce 1961 vedl Malév pravidelné linky do Amsterdamu, Bělehradu, Bruselu, Kodaně, Frankfurtu, Moskvy, Paříže, Stockholmu, Tirany a Curychu. V roce 1969 létal Malév z Budapešti do 33 měst ve 28 zemích. Ve stejném roce ukončila společnost vnitrostátní spoje a do flotily přibyly letouny Tupolev Tu-134 a v létě 1974 byly zavedeny Tu-154.
V roce 1984 se stal Malév členem mezinárodní asociace leteckých dopravců (IATA). Ke konci roku 1980 přepravil Malév přes jeden milion cestujících a létal do 40 měst ve 30 zemích. V roce 2000 nahradil většinu dosavadních letounů model Boeing 737.
V roce 2009 oznámil server ihned.cz zprávu o spolupráci Maďarů a Rusů. Ruská národní banka podle věrohodných informací převzala vlastnictví Malévu a to zejména kvůli špatnému hospodaření předchozího vlastníka KrasAir.
3. února 2012 ukončila tato letecká společnost svou činnost. K zastavení všech linek došlo v 6 hodin ráno SEČ. Poslední linka byla vyslána z Helsinek do Budapešti, jednalo se o linku MA745, kde byl nasazen Boeing 737-800, identifikační kód HA-LOH.

## Destinace

### Asie
Jihozápadní Asie
- Izrael
  - Tel Aviv - Ben Gurionovo mezinárodní letiště

- Jordánsko
  - Ammán - mezinárodní letiště královny Aliy

- Kypr
  - Larnaka - mezinárodní letiště Larnaka

- Libanon
  - Bejrút - mezinárodní letiště Rafika Haririho

- Sýrie
  - Damašek - mezinárodní letiště Damašek

### Evropa
Jihovýchodní Evropa
- Albánie
  - Tirana - mezinárodní letiště Matky Terezy

- Bosna a Hercegovina
  - Sarajevo - mezinárodní letiště Sarajevo

- Bulharsko
  - Sofie - mezinárodní letiště Sofie
  - Varna - mezinárodní letiště Varna

- Chorvatsko
  - Split - mezinárodní letiště Split
  - Záhřeb - mezinárodní letiště Záhřeb

- Černá Hora
  - Podgorica - mezinárodní letiště Golubovci

- Kosovo
  - Priština - mezinárodní letiště Priština

- Severní Makedonie
  - Skopje - mezinárodní letiště Alexandra Velikého

- Rumunsko
  - Bukurešť - mezinárodní letiště Aurela Vlaicua
  - Kluž - mezinárodní letiště Kluž
  - Targu Mures - mezinárodní letiště Targu mures

- Srbsko
  - Bělehrad - mezinárodní letiště Nikoly Tesly

- Turecko
  - Istanbul - Atatürkovo mezinárodní letiště

Východní Evropa
- Rusko
  - Moskva - mezinárodní letiště Šeremetěvo
  - Petrohrad - mezinárodní letiště Pulkovo

- Ukrajina
  - Kyjev - mezinárodní letiště Boryspil

Střední Evropa
- Česko
  - Praha - Ruzyňské mezinárodní letiště

- Maďarsko
  - Budapešť - mezinárodní letiště Ferihegy

- Německo
  - Berlín - mezinárodní letiště Tegel
  - Frankfurt nad Mohanem - mezinárodní letiště Frankfurt nad Mohanem
  - Hamburg - mezinárodní letiště Fuhlsbüttel
  - Stuttgart - mezinárodní letiště Stuttgart

- Polsko
  - Varšava - Letiště Frédérica Chopina

- Švýcarsko
  - Curych - mezinárodní letiště Kloten

Severní Evropa
- Dánsko
  - Kodaň - mezinárodní letiště Kastrup

- Finsko
  - Helsinki - mezinárodní letiště Vantaa

- Švédsko
  - Stockholm - mezinárodní letiště Arlanda

Západní Evropa
- Belgie
  - Brusel - mezinárodní letiště Zaventem

- Francie
  - Paříž - mezinárodní letiště Charlese de Gaulla

- Irsko
  - Dublin - mezinárodní letiště Dublin

- Nizozemsko
  - Amsterdam - mezinárodní letiště Schiphol

- Spojené království
  - Londýn - mezinárodní letiště Gatwick

Jižní Evropa
- Itálie
  - Milán - mezinárodní letiště Malpensa
  - Řím - mezinárodní letiště Leonarda da Vinciho

- Řecko
  - Atény - mezinárodní letiště Eleftheriose Venizelose
  - Soluň - mezinárodní letiště Soluň "Makedonia"

- Španělsko
  - Madrid - mezinárodní letiště Barajas
  - Malaga - mezinárodní letiště Malaga

## Galerie

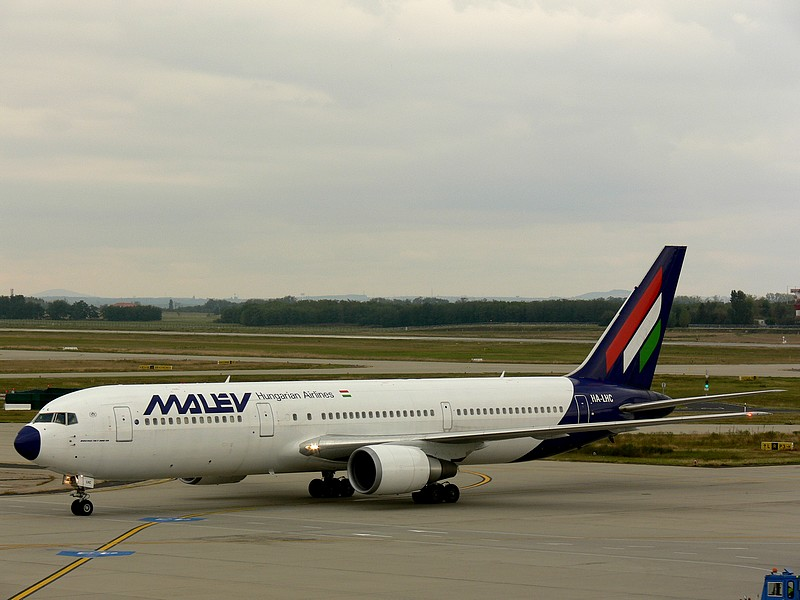
Malév na mezinárodním letiště Ferihegy
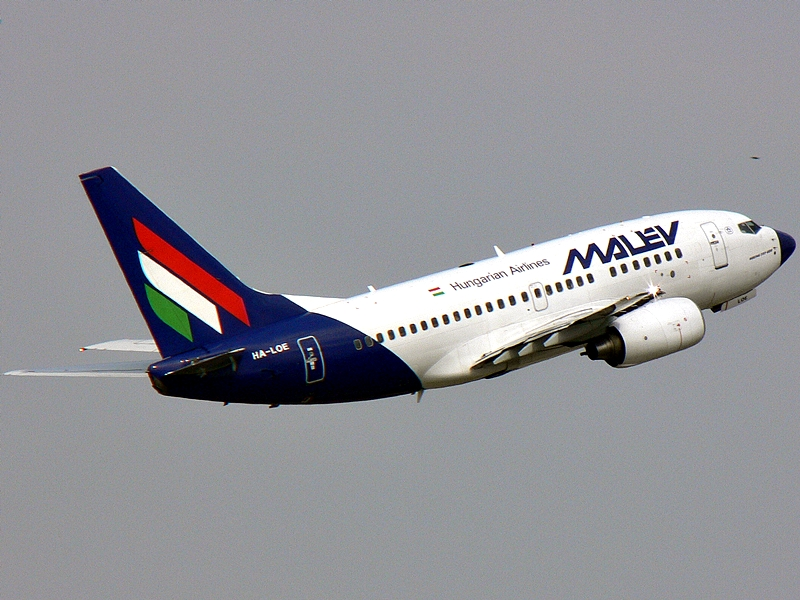
Boeing 737-700 společnosti Malév
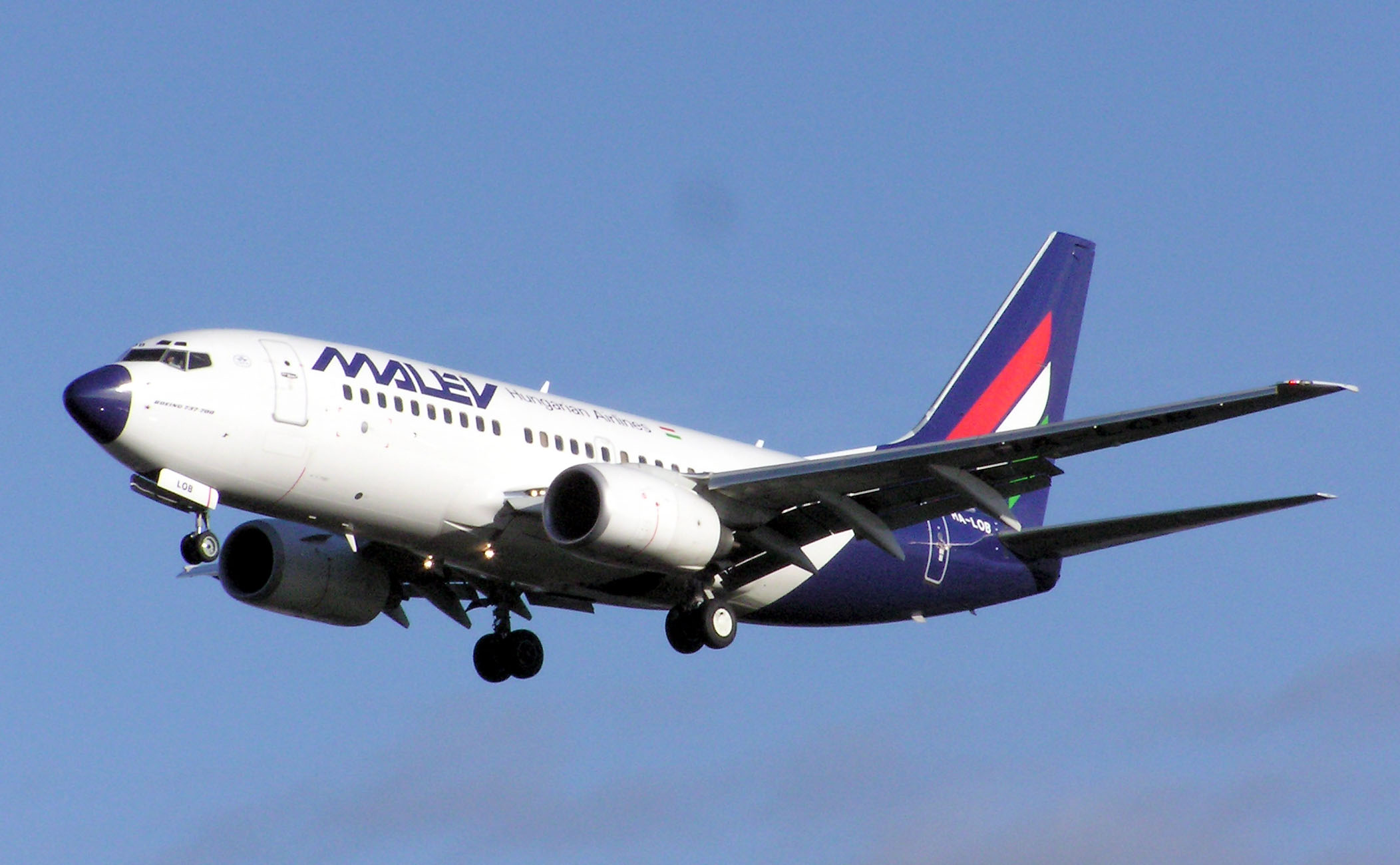
Boeing 737 při vzletu z Podgorice
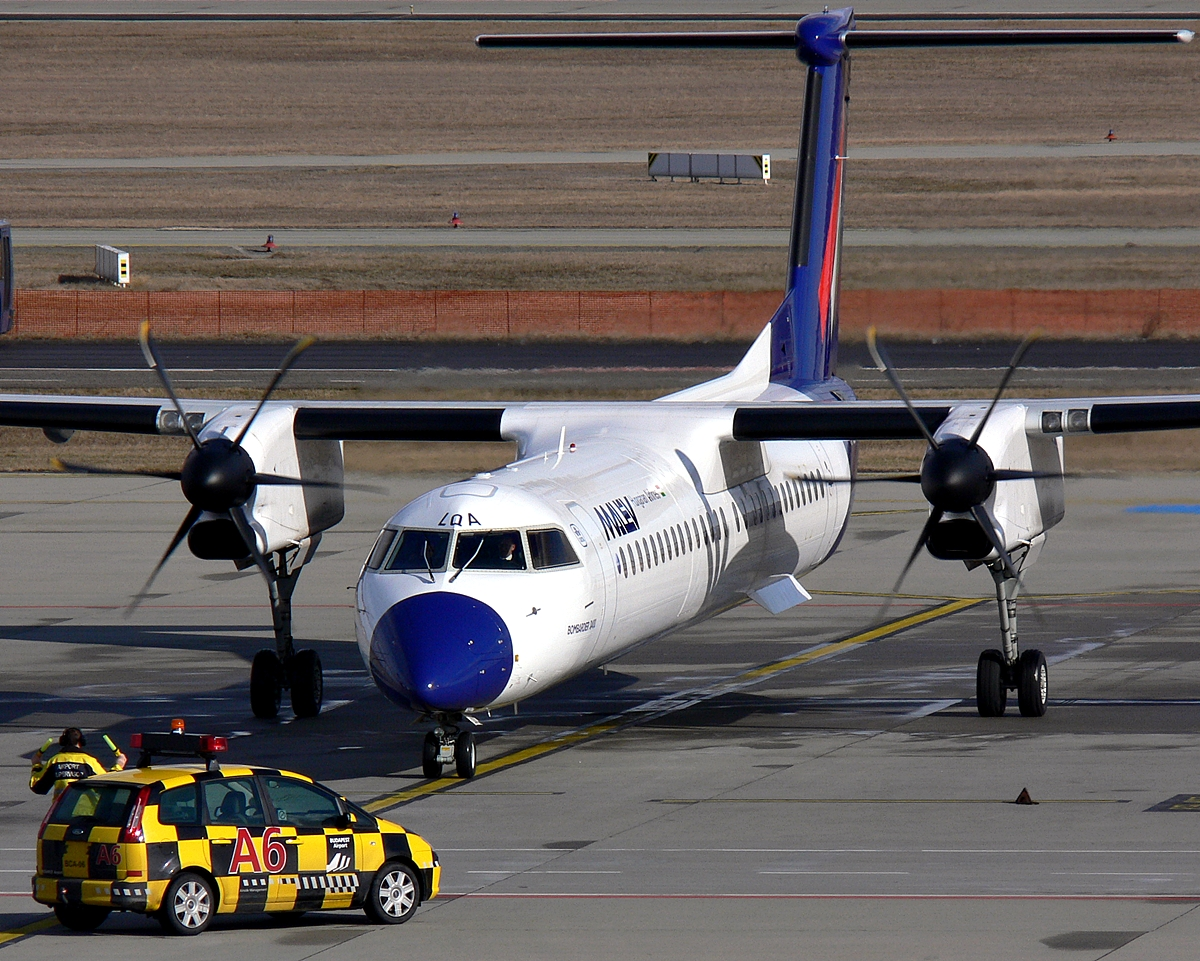
Bombardier Dash 8 Q400